# ویوک اوبروی
ویوک اوبروی (انگلیسی: Vivek Oberoi؛ زادهٔ ۳ سپتامبر ۱۹۷۶) هنرپیشه اهل کشور هند است. وی از سال ۲۰۰۲ میلادی تاکنون مشغول فعالیت بوده‌است.از حاشیه های ویوک اوبروی میتوان به نامزدی نافرجام این بازیگر هندی،با آیشواریا رای اشاره کرد که در آخر به ازدواج ختم نشد.

## فیلمشناسی
- وینایا ویدهیا راما-۲۰۱۹
- احتیاط-۲۰۱۹
- گریت گرند مستی-۲۰۱۶
- منطقه قاضی‌آباد-۲۰۱۳
- کریش ۳ -۲۰۱۳
- تاریخچه خون-۲۰۱۰
- شاهزاده -۲۰۱۰
- قربانی -۲۰۰۹
- عملیات استانبول-۲۰۰۸
- آخر حماقت-۲۰۰۷
- موهان عزیز-۲۰۰۶
- اومکارا-۲۰۰۶
- نقشه-۲۰۰۶
- زمان عذاب-۲۰۰۵
- عاشقان دیوانه می‌شوند-۲۰۰۵
- کیسنا: شاعر جنگجو-۲۰۰۵
- تحویل در منزل-۲۰۰۵
- جوانی -۲۰۰۴
- دیدی چی شد!-۲۰۰۴
- سرگرمی-۲۰۰۴
- خانه وحشت-۲۰۰۳
- همت-۲۰۰۳
- جاده -۲۰۰۲
- کمپانی-۲۰۰۲
- همدم -۲۰۰۲

وی همچنین برنده جوایزی همچون جوایز فیلم‌فیر شده است.